# Adam (film 2009)
Adam è un film del 2009 diretto da Max Mayer.
Il film racconta un atipico e complicato rapporto tra Adam Raki, un geniale ingegnere quasi trentenne con la sindrome di Asperger, e Beth Buchwald, una scrittrice in erba. Il film è stato presentato al Sundance Film Festival del 2009, dove ha ottenuto il Premio Alfred P. Sloan, per la figura del protagonista, uomo di scienze.

## Trama
A 29 anni, dopo la morte del padre, Adam Raki è solo al mondo. Appassionato di astronomia, lavora come ingegnere dedito allo sviluppo dell'elettronica di una fabbrica di giocattoli, e non ha rapporti sociali con alcuno eccetto Harlan, vecchio amico del padre. Un giorno, nel piccolo condominio di Manhattan nel quale vive da sempre, arriva Beth Buchwald, un'affascinante insegnante che sta cercando di iniziare una carriera nella letteratura per ragazzi. Ha appena terminato una relazione durata anni, ed è subito attratta da Adam che pur ricambiando interesse si comporta in maniera molto strana.
Beth supera le inevitabili titubanze e tra i due nasce una tenera amicizia che, col passare del tempo si trasformerà in amore. Adam le spiega che le singolarità del suo carattere hanno un nome: sindrome di Asperger, un disturbo caratterizzato da una leggera forma di autismo ad alta efficienza, che non compromette la vita lavorativa e la comunicazione verbale ma conferisce un'apparente mancanza di empatia e soprattutto una serie di difficoltà nell'interazione sociale con risvolti talvolta buffi e imbarazzanti.
Nonostante l'ottimo operato, Adam viene licenziato dalla propria ditta per un cambio di strategia produttiva. Contemporaneamente Beth viene a sapere che il padre, facoltoso commercialista, avrà un processo per un'accusa riguardante delle illegalità sul suo lavoro.
Volendo far conoscere Adam ai propri genitori, Beth organizza un "incontro casuale" in teatro. Adam, con innocenza, rivolge domande molto dirette al padre della ragazza, riguardo alla possibilità di finire in prigione. Beth questa volta non tollera l'originalità di Adam, manifestatasi in un'assoluta mancanza di tatto, e alla fine della serata lo rimprovera.
Tornata la pace, Adam deve prepararsi per un importante colloquio di lavoro. La cosa lo innervosisce perché sa che quello è uno scoglio durissimo per lui. Beth allora si impegna al massimo per aiutarlo. Intanto il processo rivela che il padre, non solo ha infranto la legge, ma ha nascosto una relazione con la giovane figlia di un suo cliente.
Di ritorno dal colloquio non superato, Adam scopre su un'agenda di Beth che il primo incontro coi genitori di lei era stato programmato. Già nervoso, sentitosi ingannato, al ritorno di Beth le dà della bugiarda, in un attacco di ira violenta che meraviglia e spaventa la ragazza che lo lascia indignata dopo che lui inveendo la accomuna al padre, informandola che è destinato ad una condanna per le sue menzogne.
Il padre di Beth è condannato a 5 anni, 2 dei quali da scontare in prigione. Adam, consigliato da Harlan, accorre la sera a casa dei genitori della ragazza e annuncia che, nel colloquio sostenuto e non superato gli è stato comunque proposto un lavoro in un osservatorio astronomico della California. Appena espresso il desiderio di portare Beth con sé, il padre nega la disponibilità della ragazza a seguirlo, ma questa gli si ribella seguendo Adam e voltandogli le spalle definitivamente.
Pronto per partire per la California, Adam nota delle perplessità in Beth. La ragazza dopo aver riflettuto a fondo sul loro rapporto chiede ad Adam perché voglia lei con sé. Con la consueta innocente sincerità le dice che ha bisogno di lei facendole rendersi conto che il loro rapporto non è sufficientemente maturo e che quindi resterà a Manhattan.
Adam trova la forza di lasciare da solo il suo appartamento e lanciarsi in questa nuova avventura che lo vede, un anno più tardi, realizzato e socialmente molto più inserito nell'ambiente di lavoro di quanto non fosse nella precedente esperienza. Quando gli arriva una busta da Manhattan scopre che Beth ha realizzato il suo sogno pubblicando un libro per ragazzi. E se lo ha fatto è anche grazie a lui.

## Riconoscimenti
- Sundance Film Festival 2009: Premio Alfred P. Sloan